# Gerhard Aigner
Gerhard Aigner (Ratisbona, 1º settembre 1943 – Berlino, 20 giugno 2024) è stato un calciatore, dirigente sportivo e arbitro di calcio tedesco, segretario generale della UEFA dal 1989 al 2003.

## Biografia
Da giovane, Aigner giocò a calcio militando nelle file dello Jahn Regensburg (1957-1964), del FC Moutier (1968-1969) e del FC Muri-Gümligen (1970-1979). Fu anche arbitro (1963-1966).
Economista di formazione, ottenne anche la cittadinanza svizzera.
Dall'ottobre del 1969 Aigner lavorò per l'UEFA, nella quale ricoprì diversi ruoli dirigenziali prima di essere nominato segretario generale nel 1989, carica che tenne fino al dicembre 2003; gli successe Lars-Christer Olsson. Coinvolto nella creazione della prima edizione della UEFA Champions League, fu uno dei primi a sostenere nel 2001 l'abolizione della seconda fase a gironi, poi effettivamente rimossa dall'edizione 2003/2004. L'UEFA lo nominò membro onorario nel 2004. Dal 2006 Aigner fu membro del consiglio di Euro-Sportring, fondazione senza scopo di lucro per l'organizzazione di tornei sportivi internazionali in Europa, in particolare per le squadre giovanili dei club dilettantistici; dal 2013 ne divenne anche il presidente.
Morì il 20 giugno 2024 all'età di 80 anni; la sera stessa, prima dell'inizio della partita Italia-Spagna di Euro 2024, fu osservato in suo onore un minuto di silenzio.

## Vita privata
Aigner ebbe un totale di cinque figli, nati da due matrimoni.